# Gara Pavilion CFR Brașov Triaj
Halta Triaj, Brașov este o stație de tren mică care deservește orașul Brașov, România. Doar trenurile de navetă (spre satele din zonă) opresc aici.
Gara este amplasată în cartierul Triaj, aproape de depoul CFR din Brașov. Se află la 3,3 km distanță de Gara Centrală.